# Mariano Rossi
Mariano Rossi, nato come Mario Antonino Russo (Sciacca, 8 dicembre 1731 – Roma, 24 ottobre 1807), è stato un pittore italiano.

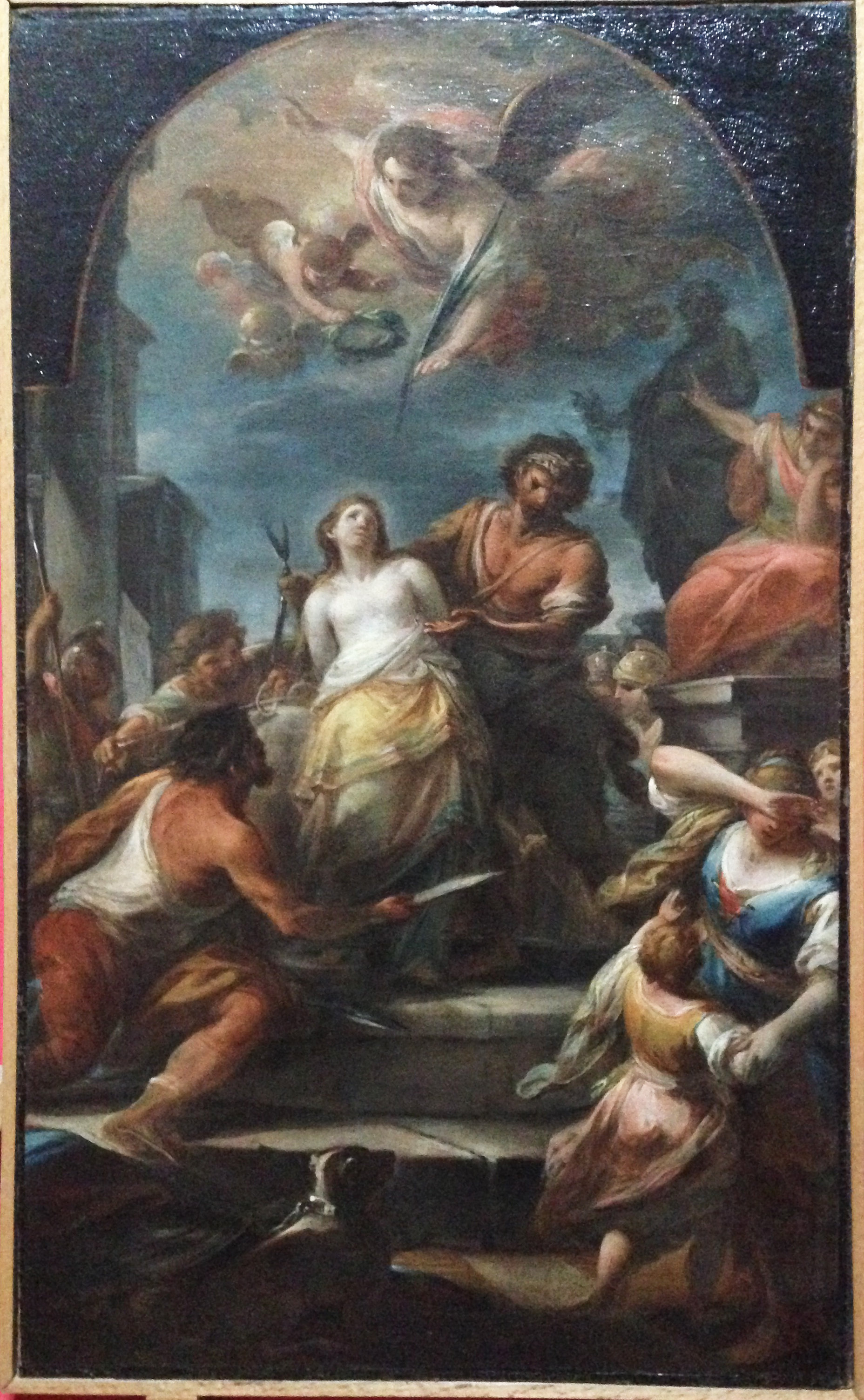
Martirio di Sant'Agata presso il Castello Ursino di Catania

Attivo prevalentemente a Roma, in Campania, in Piemonte e in Sicilia a partire dalla metà del Settecento, è considerato un pittore "antibarocco", come sottolinea Bernard Berenson.

## Biografia
Nato Mario Antonino Russo nel 1731 nella cittadina siciliana di Sciacca, figlio di un bottaio e una popolana, mutò seguitamente il suo nome in Mariano Rossi, col quale si conosce. 
I primi rudimenti del disegno furono appresi dal suo primo maestro di bottega Gaspare Testone, il quale si accorse per primo della sua inclinazione all'arte pittorica. Per l’interessamento del Testone, fu mandato alla scuola palermitana di Filippo Randazzo, detto il Monocolo di Nicosia. Alla morte di questi, nel 1744, si trasferì a Napoli, ove attinse alla scuola dell'attempato maestro Francesco Solimena, della cui arte, nel Rossi, traspare un forte influsso, specie negli affreschi.
Dopo circa tre anni nella città partenopea, Rossi approdò a Roma, dove venne accolto nella bottega di Marco Benefial. Partecipò ad un concorso per giovani artisti dell'Accademia di San Luca nel 1754, classificandosi secondo. Di fatto questo premio gli giovò il suo battesimo nel mondo artistico, tanto che nel 1764 venne accolto tra i membri dell'Accademia stessa.
Tra il 1764 ed il 1768 si dedicò a dipingere i grandi quadri d'altare nella chiesa di San Giuseppe alla Lungara a Roma. Vi dipinse L'adorazione dei Magi, La strage degli innocenti, Il sogno di San Giuseppe, tredici riquadri con la scena centrale di Cristo nell'orto e, lateralmente, I Dodici Apostoli. E ancora quattro tondi con La nascita del Redentore, Lo sposalizio della Vergine, Gesù nella bottega di Giuseppe e La morte di Giuseppe. Infine nella sagrestia dipinse nella volta Il trionfo della Chiesa nel 1768 ed affrescò una Carità nella cappella del convento annesso alla chiesa.
Negli anni 1767-8, il Rossi tornò anche nella sua città natia, ove effettuò un notevolissimo lavoro nelle chiese cittadine delle Giummare (ove è visibile l'Assunzione di Maria Vergine), del Purgatorio (con La Vergine che consola le anime) e di San Francesco di Paola (Madonna della Luce, Sacra Famiglia e Deposizione di Cristo).
Fu pittore assai richiesto e fortunato; eseguì varie opere per tutta la Penisola, parte in loco e parte a Roma.
Una particolarità della sua produzione è, appunto, costituita dalla quantità di bozzetti di tutte le dimensioni e disegni preparatori, che riflette una vera e propria metodologia di lavoro del pittore che da Roma intratteneva rapporti con la committenza monastica e laica dell'intera Penisola. Quindi la commissione di opere su tela permetteva al pittore di risiedere quasi stabilmente nell'Urbe e di realizzare i lavori nella bottega, da dove venivano inviati nelle varie sedi, come appunto si verifica nel caso delle opere "siciliane" e di altri dipinti mandati in Piemonte o a Ravenna.
Sono numerosi i dipinti per le chiese romane: oltre San Giuseppe alla Lungara, due tele Il sogno di Innocenzo III e La conferma della regola per la basilica di Santa Maria in Aracoeli; Incontro dei Santi Pietro e Paolo sulla via del martirio per la chiesa di Santa Lucia del Gonfalone; una Deposizione per la chiesa di Santa Maria della Consolazione; la Via Crucis per Santa Maria dei Monti.
Favorito dalla crescente fama e dalle segnalazioni del cardinale Alessandro Albani, nel 1770, il maestro fu impegnato a Torino alla corte di Carlo Emanuele III, duca di Savoia e re di Sardegna. Nella capitale sabauda dipinse nell'appartamento estivo del re un affresco che raffigura le arti della pittura, della scultura, del disegno e dell'architettura e alcuni dipinti per le camere delle principesse.

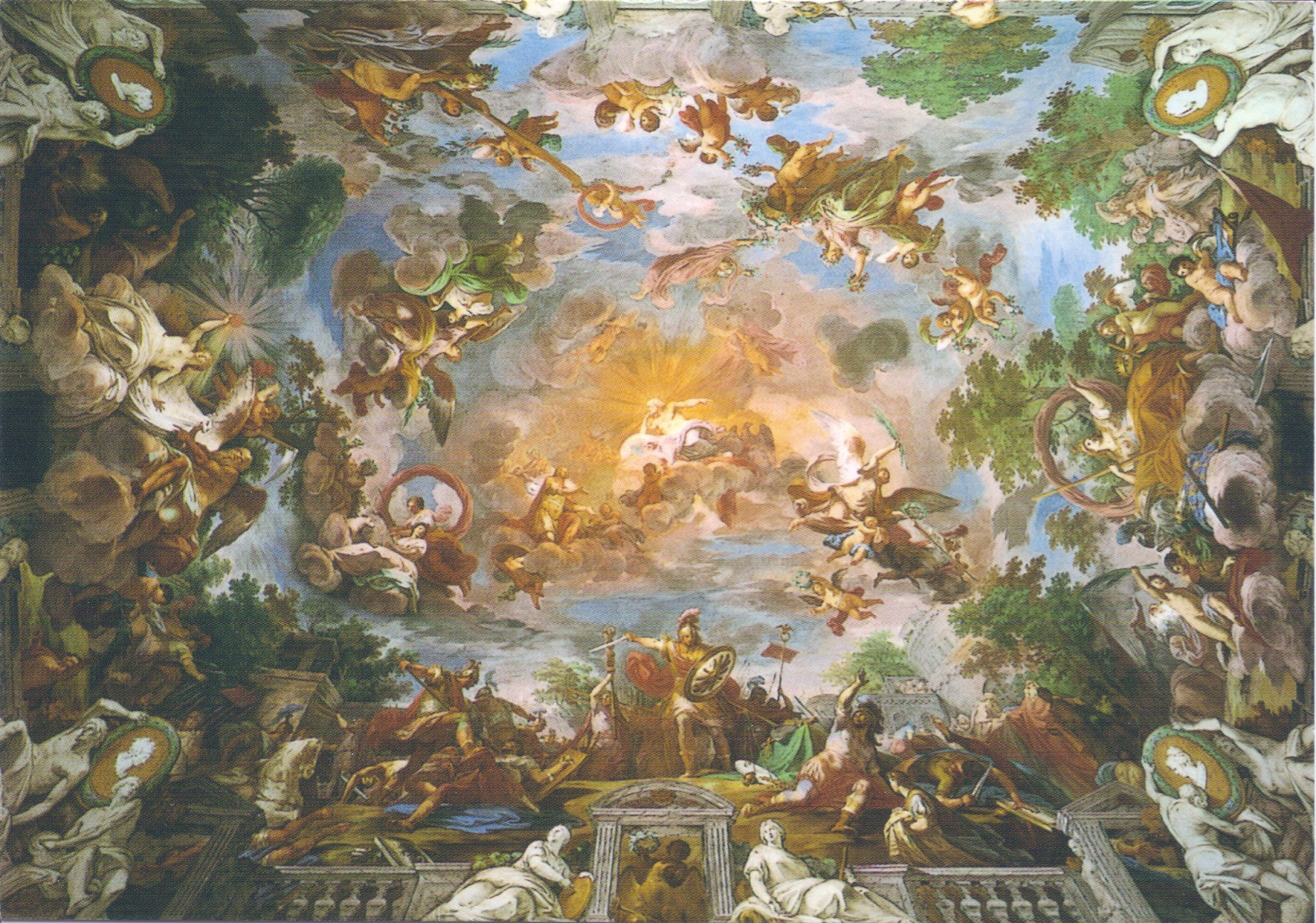
Romolo accolto da Giove nell'Olimpo (Roma, Galleria Borghese)

Il cardinale Carlo Vittorio Amedeo delle Lanze gli commissionò l'Annunciazione nel 1774 per l'Abbazia di Fruttuaria a San Benigno Canavese, che venne posta di fronte ad un quadro di Giuseppe Cades.
Sempre nel 1774 ricevette dal principe Marcantonio IV Borghese l'incarico di affrescare la volta del salone d'ingresso della palazzina della Galleria Borghese. L'affresco rappresenta l'Apoteosi di Romolo accolto da Giove nell'Olimpo, mentre propizia la vittoria dell'eroe romano Furio Camillo contro i Galli. I lavori per questo grandioso affresco lo impegnarono fino al 1779 e alla fine ricevette un compenso di 4800 scudi.
Nel 1787 il re Ferdinando IV di Napoli gli commissionò di affrescare la volta del salone che fa da anticamera agli appartamenti reali della Reggia di Caserta. Vi raffigurò Le nozze di Alessandro Magno con Rossane.
Nel 1798, al seguito del re e della sua corte, fuggì da Napoli per trovare rifugio in Sicilia. Nel 1802 gli fu chiesto di decorare la cattedrale di Palermo. Affrescò il catino dell'abside e la volta del coro, dove è dipinta l'Assunzione di Maria Vergine. Fino al 1804 diresse l'Accademia del Disegno di Palermo. Nel 1806 venne richiamato dal sovrano a Caserta, ma durante l'invasione napoleonica fu costretto a rifugiarsi a Roma. Qui morì settantacinquenne il 24 ottobre 1807 e fu sepolto nella chiesa di Santa Susanna. A lui fu intitolato il teatro omonimo costruito a Sciacca.

## Opere

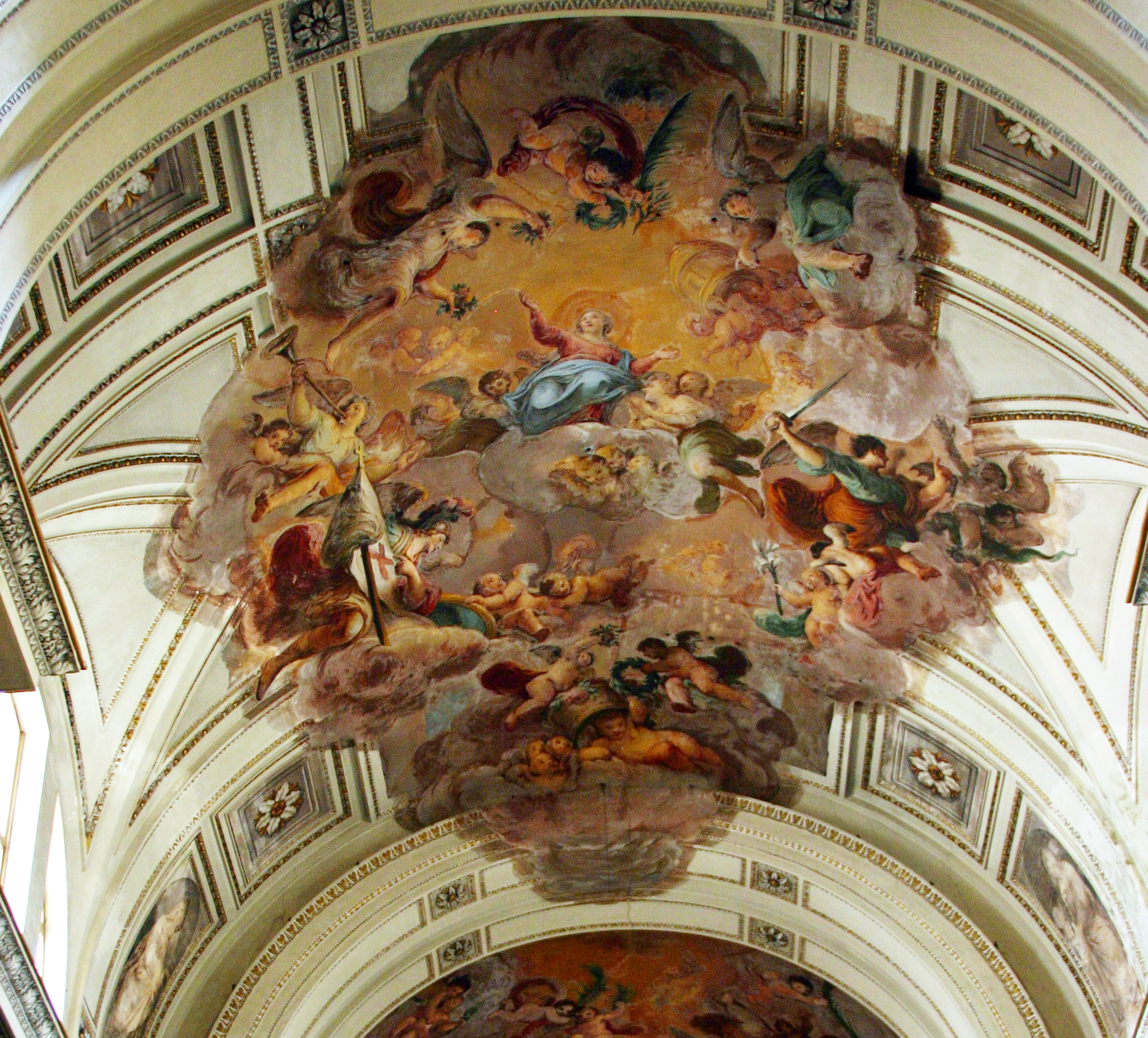
Assunzione della Vergine Maria, cattedrale di Palermo.

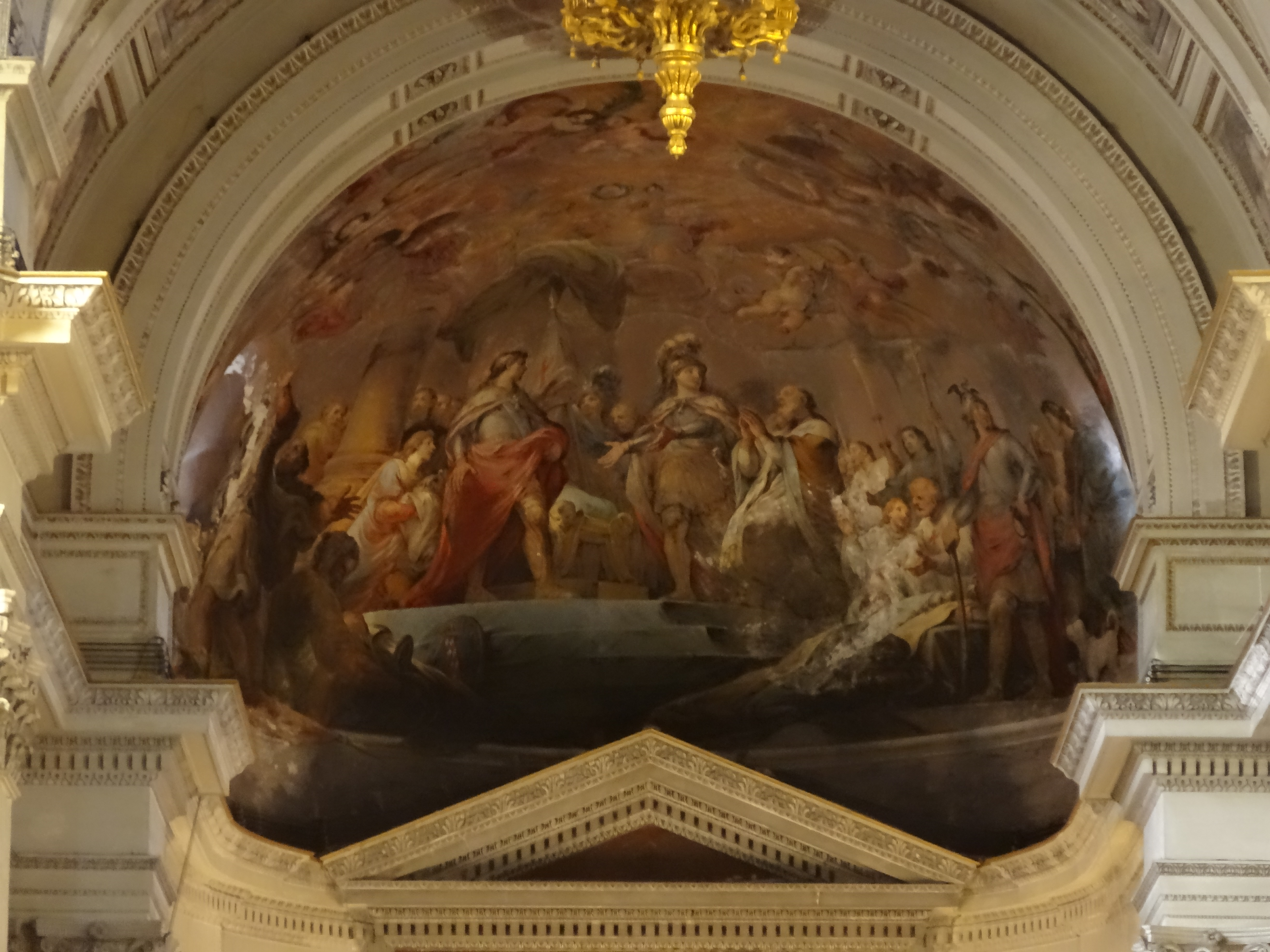
Roberto il Guiscardo e Ruggero d'Altavilla riconsegnano la cattedrale al vescovo Nicodemo, cattedrale di Palermo.

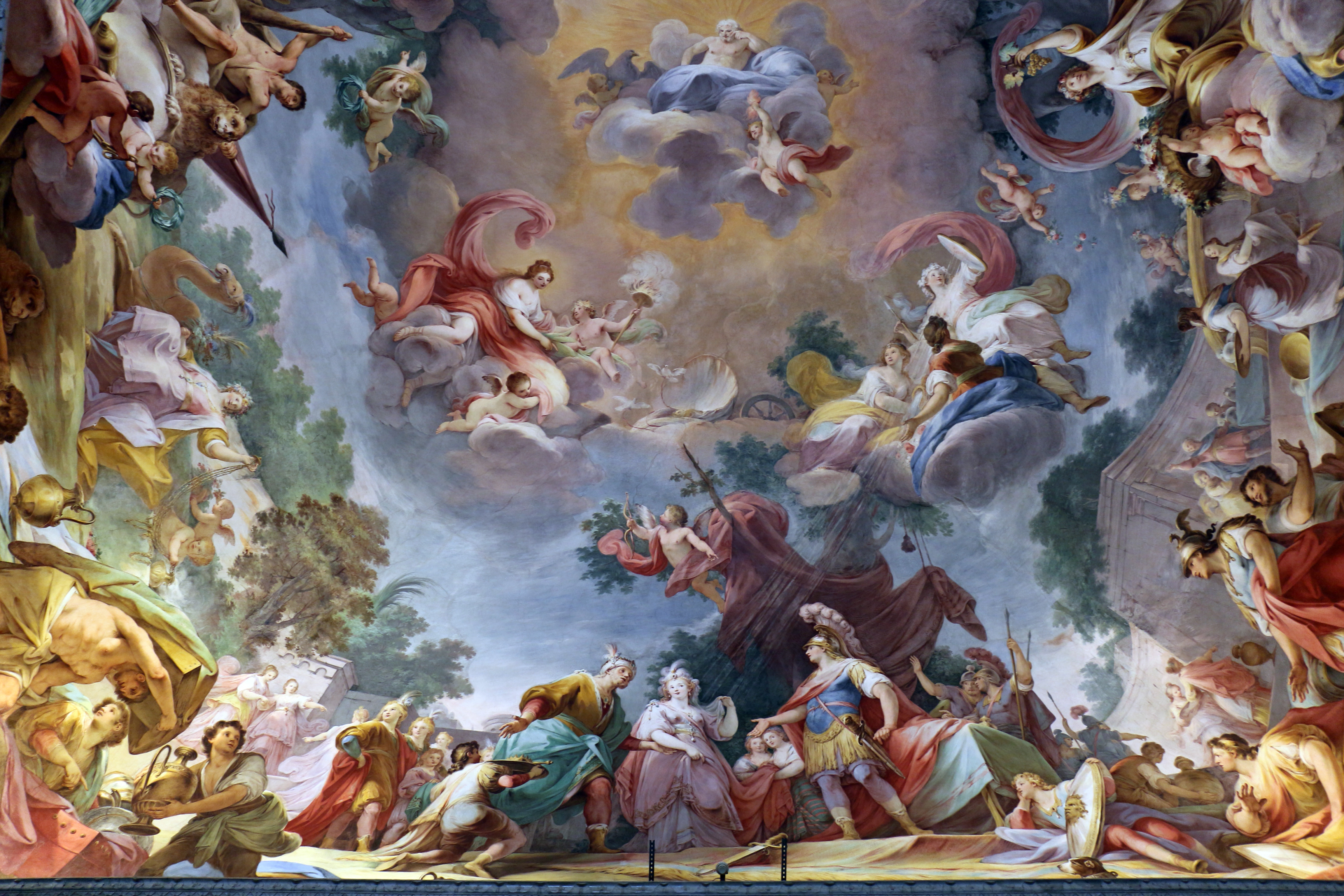
Matrimonio di Alessandro e Roxane, Reggia di Caserta.

- L'adorazione dei Magi (1765) - Chiesa di San Giuseppe alla Lungara, Roma;
- La Strage degli innocenti (1765) - Chiesa di San Giuseppe alla Lungara, Roma;
- Bozzetti de L'incontro tra i Santi Pietro e Paolo e L'Adorazione dei Magi (1766) - Galleria Nazionale d'arte antica di palazzo Barberini, Roma;
- Sacra Famiglia con SS. Elisabetta, Zaccaria e San Giovannino (1767-8) - Chiesa di San Francesco di Paola, Sciacca;
- Deposizione dalla Croce (1767-8) - Chiesa di San Francesco di Paola, Sciacca;
- Madonna della Luce (1767-8) - Chiesa di San Francesco di Paola, Sciacca;
- Assunzione di Maria Vergine (1767-8) - Chiesa delle Giummare, Sciacca;
- La Vergine che consola le anime (1767-8) - Chiesa del Purgatorio, Sciacca;
- Allegoria delle Arti, (1770) - collezione Lemme, Roma;
- Riposo nella fuga in Egitto - Accademia Nazionale di San Luca, Roma;
- Sacra Famiglia con San Giovannino, Sant'Elisabetta e San Zaccaria - Galleria di palazzo Pallavicini Rospigliosi, Roma;
- Ciclo di dipinti della Sala di Venere - Palazzo Borghese, Roma;
- Annunciazione (1774) - Abbazia di Fruttuaria, San Benigno Canavese, Torino;
- La Fama chiama la Virtù al tempo della gloria (1779) - Biblioteca Classense, Ravenna;
- Il compianto sul Cristo morto - Chiesa dell'Addolorata, Menfi, Agrigento;
- Benedettino che amministra l'estrema unzione - Santuario di Santa Maria del Rosario, Contessa Entellina, Palermo;
- San Girolamo - Basilica di San Calogero, Sciacca;
- San Benedetto - Chiesa di San Martino alle Scale, Monreale, Palermo;
- Sant'Ignazio depone la spada davanti alla Vergine - Galleria Regionale della Sicilia, Palermo;
- Miracolo di San Nicola di Bari - Galleria regionale della Sicilia, Palermo;
- La Madonna dà il velo ad una monaca - Galleria regionale della Sicilia, Palermo;
- Ercole con amorini, la Prosperità, il Commercio e la Regalità - Collezione Messina, Trapani;
- Il beato Tolomei alla peste di Siena - Chiesa di Santa Maria del Bosco, Bisacquino, Palermo;
- Alessandro abbatte Dario - collezione Di Mino, Roma;
- Le Parche - collezione Di Mino, Roma;
- Immacolata (1785 circa) - Museo Diocesano di Palermo;
- L'Ispirazione del poeta (1785) - Museo Statale Arkhangelskoye Estate, Mosca, Russia;
- San Giuseppe - Museo della Cattedrale, Piazza Armerina, Enna;
- Venere e Adone - collezione Lemme, Roma;
- Bozzetto del Martirio di Sant'Agata (1786) - Museo del Louvre, Parigi;
- Martirio di Sant'Agata (1786) - dipinto documentato nella chiesa di San Nicolò l'Arena,[1][2] oggi custodito nella Pinacoteca del Castello Ursino, Catania;
- San Giuseppe (1786) - Chiesa di San Nicolò l'Arena, Catania;[3][2]
- Istituzione dell'Ordine dei Benedettini (1786) - dipinto documentato nella sacrestia della chiesa di San Nicolò l'Arena,[4][5][2] oggi custodito nella Pinacoteca del Castello Ursino, Catania;
- San Benedetto abbatte gli idoli (1786) - Cattedrale di Palermo;
- Le Nozze di Alessandro Magno e Roxane (1787), Caserta, palazzo reale, sala di Alessandro
- Cristo deriso - collezione Lemme, Roma;
- Bozzetti de Compianto su Cristo morto e La Resurrezione di Cristo - collezione Lemme, Roma;
- Roberto il Guiscardo e il conte Ruggero restituiscono la Chiesa al vescovo Nicodemo (1802) - Cattedrale di Palermo;
- Assunzione della Vergine (1803) - Cattedrale di Palermo.
- Madonna del Lume - Chiesa Maria SS. Immacolata - Lucca Sicula